# Отдельный Сибирский корпус
Отдельный Сибирский корпус — корпус Русской армии, существовавший в 1815—1865 годах. 

## История
Корпус был образован в 1815 году. С 1822 года его командиром был генерал-губернатор Западной Сибири. 
В 1829 году гарнизонные батальоны корпуса были переформированы в линейные.
В 1858 году штатная численность корпуса составляла 16 409 офицеров, военных чиновников и нижних чинов, фактически же имелось в наличии 14 638 человек. Корпус состоял из штаба в Омске и 24-й пехотной дивизии со штабом в Тобольске (командир генерал-лейтенант Домети), в состав которой входили: 1-я бригада (штаб в Омске) из 6 батальонов, исправительной роты, 9 инвалидных и 18 этапных команд; 2-я бригада (штаб в Семипалатинске) из 6 батальонов, 5 инвалидных и 21 этапной команды; Омская инженерная команда, 28-я рабочая рота и полурота 29-й рабочей роты, 55-я арестантская рота. 
Сибирская пешая батарейная батарея со штабом в Омске и 4 роты крепостной артиллерии подчинялись начальнику Сибирского крепостного артиллерийского округа генерал-майору фон Вилкену. Корпусу также были приданы части Сибирского казачьего войска.
Войска корпуса использовались для подавления вооруженных выступлений казахов.
Весной 1860 года по требованию военного губернатора Западной Сибири в Омск были посланы несколько ракетных установок с 554 ракетами Конгрива, усовершенствованных К. Константиновым, которые использовались во время войны с Кокандским ханством.
Приказом военного министра от 6 августа 1865 года корпус упразднен в связи с образованием военных округов.

## Командиры
- Г.И. Глазенап (1815—1819);
- П.М. Капцевич (1819—1827);
- И.А. Вельяминов (1827—1834);
- Н.С. Сулима (1834—1836);
- П.Д. Горчаков (1836—1851);
- Г.Х. Гасфорд (1851—1861);
- А.О. Дюгамель  (1861—1862)[1]